# Artie Shaw: Time Is All You've Got
Artie Shaw: Time Is All You've Got è un documentario del 1986 diretto da Brigitte Berman vincitore del premio Oscar al miglior documentario.

## Riconoscimenti
- Oscar al miglior documentario